# Eduard Dmitrijewitsch Baltin

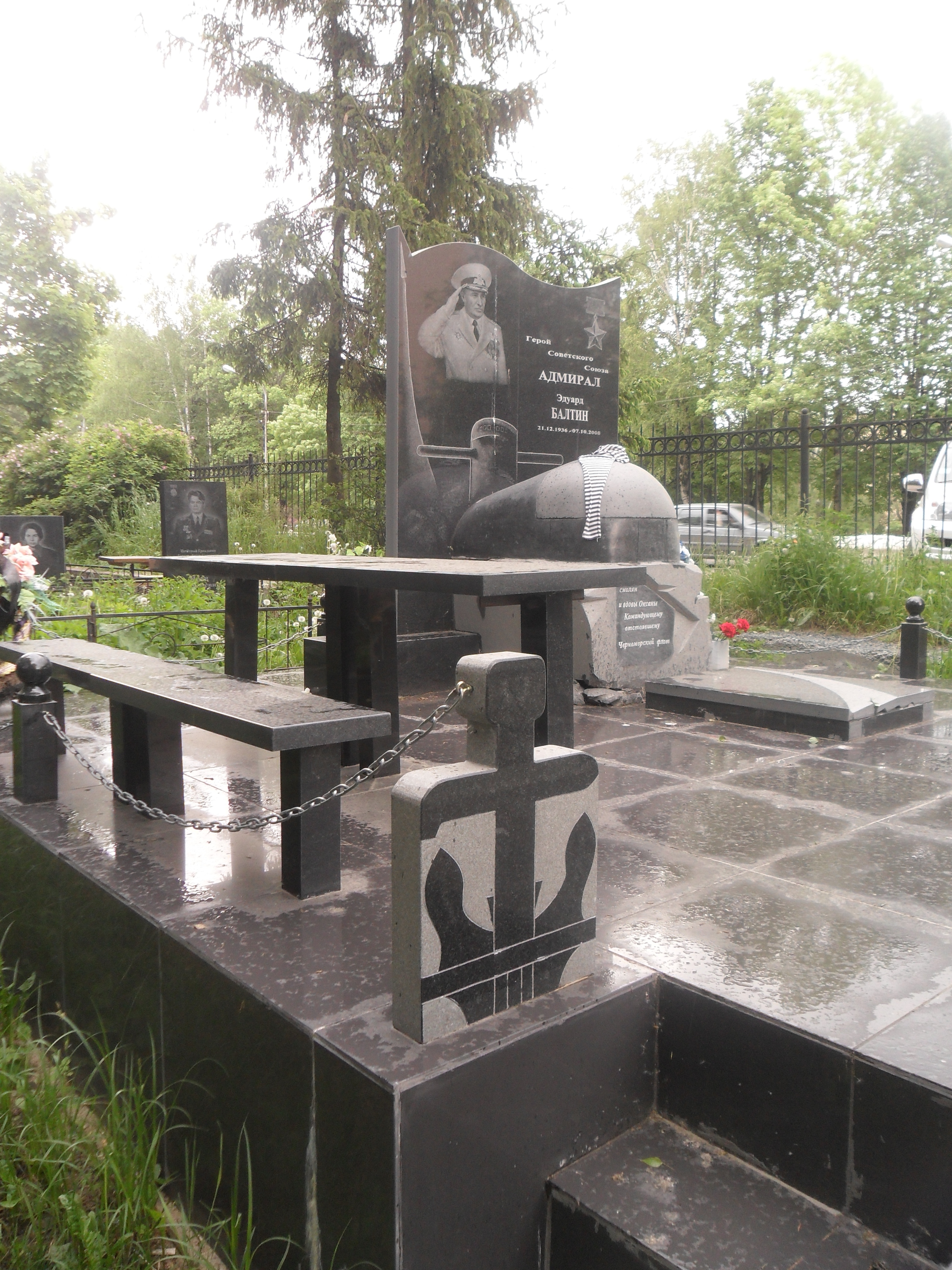
Grab Baltins in Smolensk

Eduard Dmitrijewitsch Baltin (russisch Эдуард Дмитриевич Балтин; * 21. Dezember 1936 in Smolensk; † 7. Oktober 2008 in Moskau) war ein russischer Admiral und Befehlshaber der russischen Schwarzmeerflotte.

## Leben
Baltin stammt aus der Familie eines Militärangehörigen. Die Zeit des Zweiten Weltkrieges verbrachte er bei Verwandten der Mutter im Dorf Kolodnja der Oblast Smolensk, während die Eltern an der Front waren. Nach dem Krieg ging er in Smolensk und Wyborg zur Schule. 1954 trat er in die Sowjetische Seekriegsflotte ein, absolvierte 1956 zwei Lehrgänge an der Baltischen Offiziershochschule der Seestreitkräfte und 1958 die Fakultät für Minen- und Torpedowaffen an der Kaspischen Offiziershochschule der Seestreitkräfte S.M. Kirow in Baku. Anschließend diente er in der Schwarzmeerflotte als Gefechtsabschnittskommandeur auf dem Wachschiff Kuniza. In der Schwarzmeerflotte wurde er im Oktober 1960 Kommandeur des Gefechtsabschnitts Mine-Torpedo (GA-3) auf dem U-Boot S-65 und 1961 auf dem U-Boot S-234. Im September 1965 wurde er Erster Offizier des U-Bootes S-151, im April 1966 des U-Bootes S-384 und im Dezember 1966 von S-74. 1968 absolvierte er Höhere Speziallehrgänge für Offiziere der Seekriegsflotte und wurde im Dezember 1968 Kommandant des U-Bootes S-310 der Schwarzmeerflotte. Im April 1969 wechselte Baltin zur Nordflotte und diente zunächst als Erster Offizier auf dem Atom-U-Boot K-249 und anschließend ab 1971 als Kommandant des Atom-U-Bootes K-418.
1975 absolvierte Baltin die Uschakow Seekriegsakademie und fand im Juni 1975 eine Verwendung als Stabschef und stellvertretender Kommandeur der 13. Atom-U-Bootdivision in der Oblast Murmansk. Im Juni 1980 schloss er erfolgreich die Militärakademie des Generalstabs der Streitkräfte der UdSSR „K.J. Woroschilow“ ab und wurde als Kommandeur der 41. Strategischen Atom-U-Bootdivision der Nordflotte eingesetzt. Während dieser Zeit erwarb er sich Verdienste durch die Erhöhung der Gefechtsbereitschaft der U-Boot-Raketenkreuzer und durch praktisches Raketenschießen unter arktischen Bedingungen. Unter seinem Kommando führte die taktische Gruppe der Nordflotte vom 24. Juni bis 8. Juli 1981 mit dem U-Boot-Raketenkreuzer K-467 Testfahrten im nördlichen Teil der Barentssee durch. Erstmals in der Geschichte der Sowjetischen Seekriegsflotte wurden erfolgreich in getauchtem Zustand zwei ballistische Raketen gestartet. Die 1,8 m dicke Eisdecke wurde zuvor unter Zuhilfenahme des Schiffskörpers zerstört. Baltin befand sich während dieser positiv verlaufenden Operation an Bord des Kreuzers und wurde vom Obersten Sowjet der UdSSR am 9. Oktober 1981 mit dem Titel Held der Sowjetunion sowie dem Leninorden ausgezeichnet. Am 17. Februar 1982 wurde er zum Konteradmiral ernannt und im April desselben Jahres als stellvertretender Kommandeur einer Atom-U-Bootflottille der Nordflotte eingesetzt. Ab Oktober 1983 kommandierte er die 2. Atom-U-Bootflottille der Pazifikflotte. Von 1987 bis 1990 diente er als stellvertretender Befehlshaber der Pazifikflotte und leitete anschließend den Lehrstuhl für operative Seekriegskunst an der Generalstabsakademie. Am 7. Mai 1989 wurde er zum Vizeadmiral befördert.
Im Dezember 1992 wurde er nach langen Verhandlungen zwischen der Ukraine und Russland als Befehlshaber der Schwarzmeerflotte vorgesehen und im Januar 1993 in diesem Amt bestätigt. Während des abchasischen Sezessionskrieges leitete Baltin, der am 16. Juni 1993 zum Admiral befördert worden war, die Evakuierung von Flüchtlingen mit Landungsbooten der Schwarzmeerflotte. Er war maßgeblich an der Aufteilung der Schwarzmeerflotte zwischen der Ukraine und Russland beteiligt. Später sah er sich verbalen Anfeindungen georgischer und ukrainischer Nationalisten ausgesetzt. Im Januar 1996 wurde er unerwartet von seinem Amt entbunden und im Dezember 1996 in den Ruhestand entlassen. Der Kandidat der Wissenschaften arbeitete dann als Dozent an der Generalstabsakademie.
Baltin starb 2008 in einem Moskauer Militärhospital und wurde auf dem Bratsker Friedhof in Smolensk beigesetzt.

### Politische Karriere
1995 kandidierte Baltin für die 2. Staatsduma im Wählerblock Für die Heimat!. Er wurde im August 1996 Präsidiumsmitglied und Co-Vorsitzender der Patriotischen Volksunion Russlands. Er führte die föderale Liste der Republikanischen Volkspartei Russlands bei den Wahlen zur 4. Staatsduma.

## Auszeichnungen
- Held der Sowjetunion (9. Oktober 1981)
- Leninorden (9. Oktober 1981)
- Orden „Für den Dienst am Vaterland in den Streitkräften der UdSSR“ 3. Klasse (1978)
- weitere Medaillen

## Ehrungen
Am 26. November 2009 wurde die Mittelschule Nr. 13 in Smolensk nach Baltin benannt. Er wurde zum Ehrenbürger der georgischen Städte Poti und Gori gewählt. In der Heldenallee der aserbaidschanischen Stadt Baku steht seine Büste.